# Ella Laboriel
Esperanza Laboriel López, também conhecida como Ela ou Ella Laboriel (Cidade do México, 28 de março de 1949), é uma cantora mexicana afrodescendente e atriz de cinema e televisão de origem hondurenha. Como cantor destacou-se na interpretação de gêneros como rock and roll, jazz e blues. 

## Biografia
É membro da Família Laboriel, formada por seu pai Juan José Laboriel, sua mãe Francisca López, seus irmãos Johnny Laboriel, Abraham, Francis e seu sobrinho Abe Laboriel. Ainda criança participou de diversos programas como Tío Polito e Los Niños Catedráticos.
Ela adotou seu nome artístico em homenagem a Ella Fitzigerald. Sua carreira começou em 1960 com a chamada Idade de Ouro do rock and roll no México com dificuldades associadas ao machismo vigente na época, a começar pelo próprio pai, que tentou parar sua carreira, assim como a de seu irmão Johnny. Ela fazia parte do Trío Las Yolis, grupo que se tornou famoso por fazer parte das duplas e trios femininos que cantavam e dançavam como as Hermanas Jiménez. Ele começou uma carreira solo de sucesso tocando rock and roll, go-go e baladas. Ele também lançou discos de dueto com seu irmão Johnny Laboriel.
Participou da organização do Festival Avándaro em 1971, sendo responsável pela imprensa do festival, facto que a gerou conflitos com o irmão Johnny. Além da carreira musical e de atuação, dedica-se à gestão e apresentação de espetáculos musicais.

## Trabalhos

### Discografia
- Ela Laboriel (1967)
- Ya te ví (1967)
- Dile / Un Muchacho Guapo ‎(1967)
- El teléfono
- Llamame / Sin Final ‎(1967)

#### Com Johnny Laboriel
- Ela * And Johnny Laboriel (1967)

### Filmes
- Sheena, la reina de la selva (1952)
- Joselito vagabundo (1966)
- Under fire (1983)

### Novelas de tv
- El extraño retorno de Diana Salazar (1988)
- Mujer, casos de la vida real (1985)